# Rožat
Rožat je naselje u Dubrovačko-neretvanskoj županiji i dio je dubrovačkog gradskog kotara Komolac.

## Zemljopisni položaj
Rožat se nalazi tik uz Jadransku turističku cestu između naselja Komolac i Prijevor. Smješten je na sjevernoj obali zaljeva Rijeke dubrovačke, oko 5 kilometara sjeverozapadno od grada Dubrovnika.
Rožat se dijeli na dva dijela:
Gornji Rožat je smješten iznad Jadranske turističke ceste i sastoji se od starijih kuća te ima malo stanovnika.
Donji Rožat je smješten uz Jadransku turističku cestu i obalu zaljeva Rijeke dubrovačke, a sastoji se uglavnom od novijih, nedavno obnovljenih i novoizgrađenih obiteljskih kuća.

## Povijest
U Rožatu postoji jedna katolička crkva i Franjevački samostan Pohoda Blažene Djevice Marije (Pohođenja Marijina). Samostan je sagrađen 1393. godine, a sagradila ga je Bosanska vikarija. Nakon pada Bosne pod osmansku vlast, Dubrovačka Republika se oslobađa izravnih veza s Bosanskom vikarijom i 1468. godine, kad su u Dalmaciji osnovane dvije nove vikarije, samostane na svom području stavlja pod svoju upravu, pa tako i ovaj u Rožatu. Redovnici su vršili pastoralnu službu do 1472. godine po povlasticama pape Grgura IX. i pape Ivana XXI. U potresu koji je zadesio dubrovački kraj 6. travnja 1667. godine potpuno su uništeni: crkva i zapadni dio klaustra. Crkva je obnavljana dvije godine, od 1702. do 1704. uz veliku pomoć Dubrovačke Republike, a klaustar je nanovo uređen 1986. godine.
U mjestu na samoj obali postoji ljetnikovac Rastić koji je pripadao toj vlastelinskoj obitelji za vrijeme Dubrovačke Republike. Bio je odmaralište poznatog dubrovačkog vlastelina, povjesničara i kneza Džona Restića.
Tijekom Domovinskog rata Rožat su JNA i četnici popljačkali, a mnoge kuće popalili, no poslije rata mjesto je gotovo u potpunosti obnovljeno.

## Gospodarstvo
Mještani Rožata većinom se bave turizmom, a u manjoj mjeri ribarstvom i poljodjelstvom.

## Stanovništvo
Rožat nastanjuju uglavnom Hrvati katoličke vjeroispovijesti, a prema popisu stanovništva iz 2011. godine mjesto ima 340 stanovnika.
| broj stanovnika | 165   | 133   | 126   | 156   | 158   | 131   | 141   | 143   | 122   | 107   | 110   | 132   |       |       | 301   | 340   | 395   |
|                 | 1857. | 1869. | 1880. | 1890. | 1900. | 1910. | 1921. | 1931. | 1948. | 1953. | 1961. | 1971. | 1981. | 1991. | 2001. | 2011. | 2021. |

## Vanjske poveznice
- Franjevačka provincija Svetog Jeronima u Dalmaciji i Istri